# コリリアーノ・ドトラント
コリリアーノ・ドトラント（イタリア語: Corigliano d'Otranto）は、イタリア共和国プッリャ州レッチェ県にある、人口約5,800人の基礎自治体（コムーネ）。

## 地理

### 位置・広がり

#### 隣接コムーネ
隣接するコムーネは以下の通り。
- カストリニャーノ・デ・グレーチ
- クトロフィアーノ
- ガラティーナ
- マーリエ
- マルターノ
- メルピニャーノ
- ソリアーノ・カヴール
- ソレート
- ツォッリーノ